# Gare de Tournay
Ne doit pas être confondu avec Gare de Tournai.

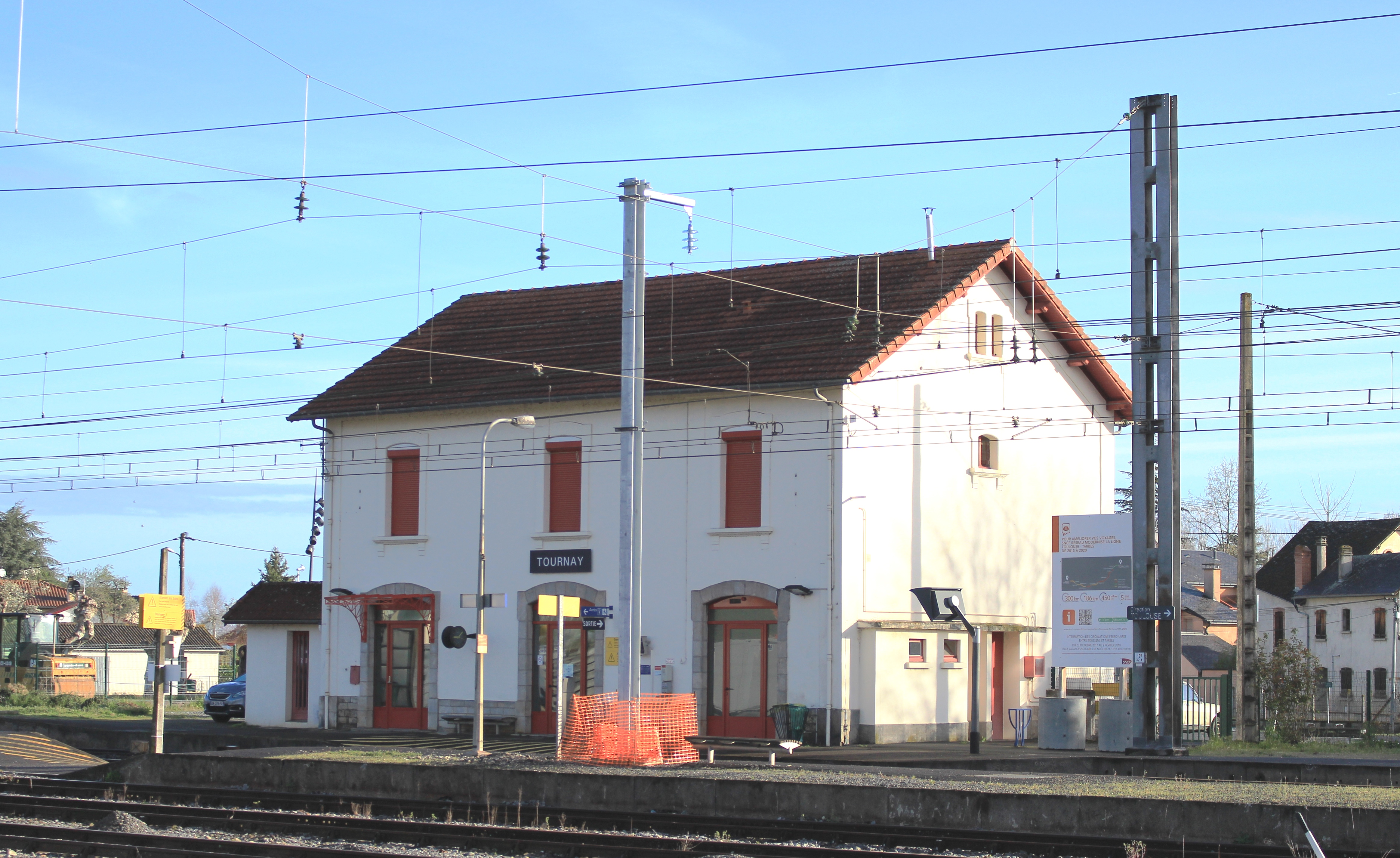
Vue depuis les rails.

La gare de Tournay (à prononcer « Tournaï ») et nommée officiellement Tournay (Hautes-Pyrénées) est une gare ferroviaire française de la ligne de Toulouse à Bayonne, située sur le territoire de la commune de Tournay, dans le département des Hautes-Pyrénées, en région Occitanie. 
Elle est mise en service en 1867 par la Compagnie des chemins de fer du Midi et du Canal latéral à la Garonne. 
C'est une gare de la Société nationale des chemins de fer français (SNCF) desservie par des trains régionaux TER Occitanie.

## Situation ferroviaire
Établie à 261,764 mètres d'altitude, la gare de Tournay (Haute-Pyrénées), qui dépend de la région ferroviaire de Toulouse, est située au point kilométrique (PK) 138,617 de la ligne de Toulouse à Bayonne, entre les gares ouvertes de Capvern et de Tarbes. 
Elle est équipée de deux quais : le quai 1 dispose d'une longueur utile de 340 m pour la voie 1 et le quai 2 d'une longueur utile de 275 m pour la voie 2.
Cette gare est située au pied de la rampe de Capvern qui permet à la ligne de passer de 261 m à 596 m d'altitude en 8 km avec un gradient maximal de 33 ‰.

## Histoire
La station de Tournay est mise en service en 1867, par la Compagnie des chemins de fer du Midi et du Canal latéral à la Garonne lors de l'ouverture, le 20 juin, de la section de Montréjeau à Tarbes de sa ligne de Toulouse à Bayonne.

### Fréquentation
En 2019, selon les estimations de la SNCF, la fréquentation annuelle de la gare était de 14 364 voyageurs.
De 2015 à 2022, selon les estimations de la SNCF, la fréquentation annuelle de la gare s'élève aux nombres indiqués dans le tableau ci-dessous.
| Année               | 2015   | 2016   | 2017   | 2018   | 2019   | 2020   | 2021   | 2022   | 2023   | 2024   |
| ------------------- | ------ | ------ | ------ | ------ | ------ | ------ | ------ | ------ | ------ | ------ |
| Nombre de voyageurs | 21 615 | 18 808 | 18 993 | 14 349 | 14 364 | 13 448 | 22 710 | 28 895 | 34 085 | 55 387 |

## Service des voyageurs

### Accueil
Gare SNCF, elle dispose d'un bâtiment voyageurs, avec guichet ouvert en semaine. 

### Desserte
Tournay est desservie par des trains TER Occitanie qui effectuent des missions entre les gares de Toulouse-Matabiau et  de Tarbes.

### Intermodalité
Un parking pour les véhicules est aménagé. Des cars des transports routiers des Hautes-Pyrénées desservent la gare.